# Roger Stone

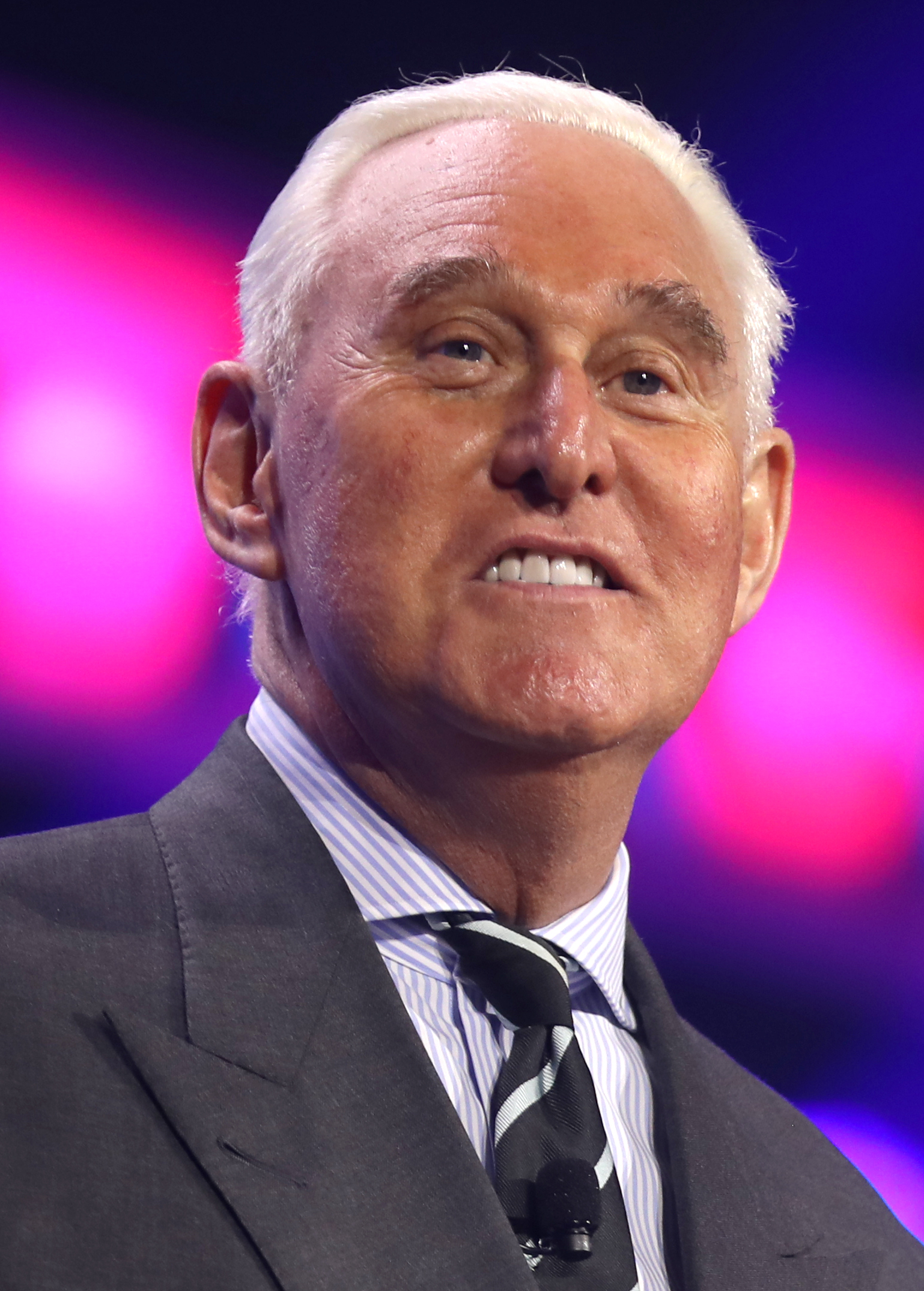
Roger Stone, 2023

Roger Jason Stone Jr. (* 27. August 1952 in Norwalk, Connecticut) ist ein US-amerikanischer Politikberater und -stratege (ein so genannter Spin-Doctor), der bislang zumeist für die Republikanische Partei tätig war. Er war Berater der Trump-Präsidentschaftskampagne 2016. Er verbreitet Verschwörungstheorien und stand in Kontakt mit den rechtsextremen Milizen der Proud Boys und der Oath Keepers.

## Leben
Stone wuchs in Lewisboro, New York, auf und studierte an der George Washington University. Schon früh engagierte er sich im Wahlkampf von Richard Nixon, der 1969 US-Präsident wurde und dem Stone danach viele Jahre verbunden blieb. Ab 1976 wirkte er im Wahlkampfteam von Ronald Reagan mit. Nach Reagans Amtsantritt im Jahr 1981 gründete Roger Stone zusammen mit Paul Manafort und zwei anderen Partnern die Lobby- und Beratungsfirma Black, Manafort, Stone and Kelly (oft auch als Black, Manafort bezeichnet), die mit allen Konventionen des US-amerikanischen Lobbywesens brach. Zwei Jahre zuvor hatte er über Roy Cohn den damalig als Immobilieninvestor bekannten Donald Trump kennengelernt, für den er seitdem gelegentlich, unter anderem als Lobbyist, gearbeitet hat.
2008 spielte er in der preisgekrönten Dokumentation Boogie Man: The Lee Atwater Story mit. Ähnlich wie Lee Atwater wandte auch Roger Stone besonders aggressive Wahlkampfstrategien an, indem er beispielsweise gezielt rufschädigende Gerüchte streute. Stone veröffentlichte zahlreiche rassistische und sexistische Tweets. Einige davon löschte er später wieder, weil sie „exzessiv“ gewesen seien. Wegen beleidigender Äußerungen gaben die Sender CNN und MSNBC im Februar bzw. April 2016 an, keine Interviews mehr mit ihm machen zu wollen. Im Zusammenhang mit der Sonderermittlung zur Beeinflussung des Wahlkampfs in den Vereinigten Staaten 2016 rückte CNN im Jahr 2018 von dieser Praktik ab und führte wiederholt Liveinterviews mit Stone.

## Buch über den Kennedy-Mord
Zum 50. Jahrestag des Kennedy-Attentats legte Stone 2013 sein Buch The Man Who Killed Kennedy vor, das er zusammen mit dem Journalisten Mike Colapietro verfasst hatte. Die Autoren stellen darin die Behauptung auf, dass der Kennedy-Mord vom damaligen Vizepräsidenten Lyndon B. Johnson veranlasst und von Malcolm Wallace ausgeführt worden sei. Von Wallace, einem Auftragskiller, seien Fingerabdrücke im Texas School Book Depository am Tatort sichergestellt worden. Bereits 1984 hatte Billie Sol Estes Wallace als Schützen bezeichnet, später auch Barr McClellan, in dessen Büchern auch angebliche Belege abgebildet sind. Nach einer Fernsehsendung, die sich auf McClellans Behauptungen stützte, entschuldigte sich der Sender für die Ausstrahlung: Die Vorwürfe gegen Johnson seien substanzlos.
Laut Stone war Johnson, insbesondere wegen seiner umfassenden Sozialreformen, seit langem ein Feindbild der US-amerikanischen Rechten, hingegen der Einzige, der ein wirkliches Motiv sowie auch die Macht gehabt habe, die Tat durchzuführen und anschließend zu verschleiern: Johnson habe Verbindungen zur Mafia und zu Kinderschändern gehabt; Kennedy habe deshalb beschlossen, seinen Vizepräsidenten 1964 zu ersetzen, weshalb dieser sich entschieden habe, den Präsidenten ermorden zu lassen. Bereits Richard Nixon habe von Johnsons Verwicklung in den Mord gewusst und dies gegenüber Stone selbst angedeutet.
Die Thesen des Buches werden einhellig als Verschwörungstheorie betrachtet. Hugh Aynesworth, der den Mordanschlag in den Dallas Morning News berichtete, hält Stones Buch für „totally full of all kinds of crap“ (engl. für: ‚total voll mit allen möglichen Arten von Mist‘).

## Buch über die Clintons
Zusammen mit dem Breitbart-Autor Robert Morrow veröffentlichte Stone 2015 das Buch The Clintons’ War on Women über Bill und Hillary Clinton. Es wurde vom damaligen Präsidentschaftskandidaten Donald Trump empfohlen. Das Buch greift vor allem Gerüchte auf, die in rechtsgerichteten Medien bereits in den 1990er Jahren kursierten, und wirft dem Ehepaar Clinton unter anderem Einschüchterung von Zeugen, Vergewaltigung und weitere Gewaltverbrechen vor, deren Opfer vorwiegend Frauen gewesen seien. Gewidmet ist das Buch unter anderem dem Antisemiten und Holocaustleugner Victor Thorn (1962–2016). Morrow verteidigte die Widmung mit dem Hinweis, dass Thorn ein „Recherche-As“ und persönlicher Freund sei.

## FBI-Ermittlungen, Verurteilung und Begnadigung durch Trump
Roger Stone wurde im März 2018 wegen seiner Rolle im Wahlkampf im Rahmen der Sonderermittlung zur Beeinflussung des Wahlkampfs in den Vereinigten Staaten befragt. Stone hatte 2016 öffentlich über Twitter die Enthüllungsplattform WikiLeaks aufgefordert, Material über die demokratische Präsidentschaftskandidatin Clinton zu veröffentlichen. Wenige Tage später veröffentlichte Wikileaks gestohlene E-Mails, die offenbar russische Hacker vom Wahlkampfleiter der Demokraten John Podesta erbeutet hatten. Stone blieb vor den Ermittlern bei seiner Befragung am 12. März 2018 nach Informationen der Washington Post bei seiner früher gemachten Aussage, nach der er nie Kontakt mit Wikileaks-Gründer Julian Assange gehabt und nichts von der bevorstehenden Veröffentlichung gewusst habe. Die Washington Post hatte von einem damaligen Kollegen Stones aber erfahren, dass dieser 2016 erklärt habe, von Julian Assange bereits vor der Veröffentlichung darüber informiert worden zu sein, dass Wikileaks die gestohlenen Daten zugespielt wurden.
Am 25. Januar 2019 wurde Stone auf Veranlassung von Sonderermittler Robert Mueller festgenommen. Ihm wurden u. a. Falschaussage, Zeugenbeeinflussung und Behinderung von Ermittlungen vorgeworfen. Gegen eine Kautionsbürgschaft von 250.000 Dollar wurde er am selben Tag von einem Richter wieder entlassen. Im November 2019 befand ein Geschworenengericht Stone in allen sieben Anklagepunkten für schuldig.
Die Staatsanwälte empfahlen, eine Haftstrafe zwischen sieben und neun Jahren zu verhängen. US-Präsident Trump kommentierte öffentlich auf Twitter, eine solche „Verfehlung der Justiz“ dürfe nicht erlaubt werden; das vorgeschlagene Strafmaß sei „eine schreckliche und sehr unfaire Situation“. Wenige Stunden später erklärte das Justizministerium, der Vorschlag der Ankläger sei „exzessiv und ungerechtfertigt“ und empfahl ein „deutlich geringeres“ Strafmaß. Daraufhin erklärten alle vier mit dem Fall befassten Staatsanwälte ihren Rücktritt.
Am 20. Februar 2020 wurde Stone vom United States District Court for the District of Columbia zu 40 Monaten Haft verurteilt. Am 11. Juli 2020 wurde seine Gefängnisstrafe kurz vor Strafantritt von Präsident Donald Trump erlassen (Commutation). Stone blieb aber weiterhin ein verurteilter Straftäter. In einer anschließenden Presseerklärung dankte Stone dem Präsidenten. Er sei nun 67 Jahre alt und habe Lungenprobleme, so dass die geplante Inhaftierung im Gefängnis von Georgia, wo es bereits mehr als zwanzig COVID-19-Fälle gäbe, eine Lebensgefahr für ihn bedeutet hätte. Die Haftverschonung ermögliche ihm, gegen seine Verurteilung in Revision zu gehen, und dies werde eine „enorme Menge an Korruption“, die es bei seinem Gerichtsverfahren gegeben habe, offenlegen. Präsident Trumps Aktion wurde aus der Demokratischen Partei als „Machtmissbrauch“ und „Zerstörung amerikanischer Werte“ scharf kritisiert. Im Dezember 2020 wurde Stone von Trump vollumfänglich begnadigt.

## Beteiligung am Sturm auf das Kapitol in Washington 2021
In den Kongressanhörungen zum Sturm auf das Kapitol in Washington am 6. Januar 2021 wurden Videobeweise dafür vorgelegt, dass die Trump-Vertrauten Roger Stone und Michael Flynn unmittelbar vor den Ereignissen vom 6. Januar in direktem Kontakt mit den rechtsextremen Milizen der Proud Boys und der Oath Keepers gestanden hatten, die für die gewaltsamen Ausschreitungen maßgeblich verantwortlich waren.
Der Dokumentarfilm Der Trump-Einflüsterer – Der republikanische Königsmacher Roger Stone von Christoffer Guldbrandsen zeigt die große Angst von Stone, nach den Unruhen verhaftet zu werden, und seine große Wut auf Donald Trump, da er von diesem in den letzten Stunden seiner Amtszeit nicht mehr im Voraus begnadigt worden war für den Fall, dass es zu einer Anklage kommen sollte.

## Veröffentlichungen
- Mit Mike Colapietro: The Man Who Killed Kennedy: The Case Against LBJ. New York: Skyhorse Publishing 2013, ISBN 978-1-62636-313-7.
- The Clintons’ War on Women. Skyhorse Publishing, 2015, ISBN 978-1-5107-0678-1 (amerikanisches Englisch).
- Jeb! and the Bush Crime Family: The Inside Story of an American Dynasty, Skyhorse Publishing ISBN 978-1-5107-0679-8.

## Rezeption
Filmdokumentation:
- Dylan Bank, Daniel DiMauro und Morgan Pehme: Get me Roger Stone. 2017
- Christoffer Guldbrandsen: Der Trump-Einflüsterer – Der republikanische Königsmacher Roger Stone, 2021[25]